# Karl Honz
Karl Honz (Bankholzen, 28 gennaio 1951) è un ex velocista tedesco, specializzato nei 400 metri piani negli anni settanta.

## Biografia
Nel 1972, ventunenne, si mise in luce vincendo il campionato nazionale della Germania Ovest sui 400 metri con il tempo di 44"7  migliorando di due decimi il record europeo precedentemente detenuto dai suoi connazionali Carl Kaufmann e Martin Jellinghaus, che lo avevano stabilito rispettivamente alle Olimpiadi di Roma 1960 e Città del Messico 1968. Nello stesso anno partecipò ai Giochi Olimpici di Monaco di Baviera dove ottenne un settimo posto nella finale individuale e quarto posto nella staffetta 4×400 m.
Nel 1974, ai campionati europei di Roma, vinse l'oro nella gara individuale e l'argento nella staffetta. Sempre con la staffetta tedesco-occidentale ottenne altre due medaglie ai campionati europei indoor: argento nel 1973 e oro nel 1975.
Nel 1976 prese parte alle Olimpiadi di Montréal, dove venne eliminato in semifinale nella gara individuale.
Fu due volte campione nazionale sulla distanza individuale e due volte con la staffetta con il quartetto del VfB Stuttgart.
Il suo record europeo resistette fino al 1980 quando fu migliorato di un decimo dal sovietico Viktor Markin.

## Palmarès
| Anno | Manifestazione | Sede      | Evento  | Risultato | Prestazione | Note                  |
| ---- | -------------- | --------- | ------- | --------- | ----------- | --------------------- |
| 1973 | Europei indoor | Rotterdam | 4×360 m | Argento   | 2'46"42     |                       |
| 1974 | Europei        | Roma      | 400 m   | Oro       | 45"04       | Record dei campionati |
| 1974 | Europei        | Roma      | 4×400 m | Argento   | 3'03"52     |                       |
| 1975 | Europei indoor | Katowice  | 4×320 m | Oro       | 2'29"9      |                       |